# Pekanjärvi (sjö i Finland)
Pekanjärvi är en sjö i Finland. Den ligger i kommunen Sodankylä i landskapet Lappland, i den norra delen av landet, 900 km norr om huvudstaden Helsingfors. Pekanjärvi ligger 247,1 meter över havet. Arean är 12,3 hektar och strandlinjen är 2,85 kilometer lång. Sjön  ingår i Kemi älvs huvudavrinningsområde. 